# Mercedes-Benz M-klass

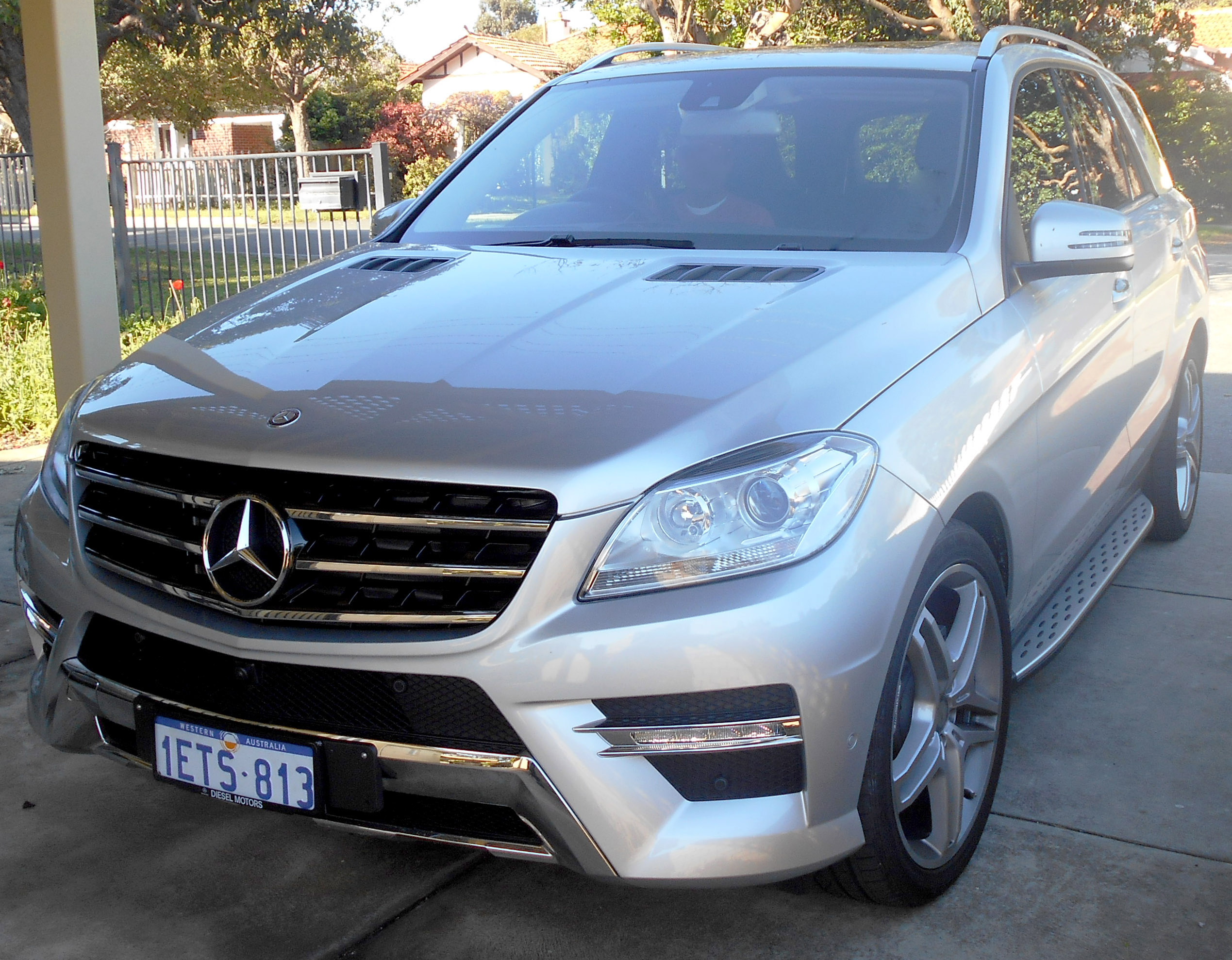
Mercedes-Benz M-klass (W166)

Mercedes-Benz M-klass (från 2015 benämnd GLE-klass) är en bilmodell från Mercedes-Benz
M-klass är en SUV-modell framtagen främst för den amerikanska marknaden. Noterbart är att det inte står M som i M-klass på bilen. Då BMW redan har M på sina specialmodeller måste Mercedes frångå praxis och istället skriva ML. 
Den första generationen, W163, introducerades 1997. Den ersattes 2005 av W164.
Se även:
- Mercedes-Benz W163
- Mercedes-Benz W164
- Mercedes-Benz W166
- Mercedes-Benz W167
- Mercedes-Benz C292